# León de Sínada
León de Sínada (c.  940 - después de 1003) fue un clérigo, diplomático y escritor bizantino de finales del siglo x.

## Biografía

### Origen y familia
León nació en c. 940, probablemente en 937. León y su vida se conocen solo a través de sus cartas, escritas durante el reinado de Basilio II y dirigidas al emperador y varios altos funcionarios eclesiásticos y civiles. La mayoría de sus cartas datan de la década de 990, pero algunas pueden ser posteriores.
Las cartas también brindan algunos vistazos a su familia: tenía un tío que era obispo (probablemente también de Sínada) y un hermano carnal. León también tuvo un padre adoptivo anónimo, que murió c.  998. El hijo de este hombre, y hermano "espiritual" de León, era el patricio Metodio, con quien León evidentemente tenía una buena relación. Las cartas de León revelan una buena educación, pero no detalla sobre cómo o dónde la obtuvo. Asimismo, sus primeros años de vida, incluida su entrada en el clero, no se mencionan.

### Obispo y sincelo
León se convirtió en obispo metropolitano de Sínada en Frigia en algún momento antes de 996, y no antes de 976. En 996, también se desempeñó como sincelo del patriarca de Constantinopla. La sede patriarcal había estado vacante desde 991, pero cuando el sínodo se reunió para elegir un nuevo patriarca en marzo/abril de 996, León no estuvo presente y no llegó a tiempo a la capital. A pesar de sus protestas al emperador, la elección siguió adelante y se eligió a Sisínio II.

### Misión diplomática
En 996-998, fue enviado en una larga misión diplomática a Occidente: en agosto-octubre de 997 cruzó "Francia" (el Sacro Imperio Romano Germánico bajo Otón III) para negociar una alianza matrimonial con Constantinopla, antes de comenzar el viaje de regreso a Roma en noviembre de 997. Permaneció en Roma entre febrero y mayo de 998, donde apoyó al antipapa Juan Filigato, a pesar de su fuerte disgusto personal por el hombre. Zarpó de Otranto a mediados del otoño de 998 y regresó a Constantinopla.

### Últimos años
Escribió su testamento a la edad de 66 años, es decir, en el año 1003. No se sabe nada más de él después de eso. Según Alexander Kazhdan, "el humor suave y el sarcasmo llenan las cartas y especialmente el testamento de León, escrito a la edad de 66 años", donde "calcula el número de sus pecados en 48.180".